# Porta di Roma
Porta di Roma è un progetto urbanistico inserito nei piani di sviluppo per Roma Capitale; prevede la realizzazione di un quartiere residenziale nel territorio del Municipio III, a ridosso del Grande Raccordo Anulare, inserito nel nuovo Parco delle Sabine, nelle zone Castel Giubileo e Casal Boccone. L'asse viario principale del nuovo insediamento è il Viale Carmelo Bene; la maggior parte delle strade di nuova realizzazione è stata intitolata ad attrici ed attori italiani del XX secolo.
All'interno del nuovo quartiere è stata realizzata la Galleria Porta di Roma, uno dei più grandi centri commerciali d'Europa: è composto da una galleria di 250 esercizi di piccola, media e grande superficie.
L'insediamento è da anni al centro del dibattito che riguarda il prolungamento della linea B1 della metropolitana di Roma.

## Collegamenti
|  | È raggiungibile dalla stazione di Fidene. |